# 糸球体内メサンギウム細胞
糸球体内メサンギウム細胞（英: Intraglomerular mesangium cell）は、糸球体毛細血管に囲まれる基底膜に存在する細胞。
糸球体内メサンギウム細胞は食作用を有するとともに、一種の線維芽細胞であり、メサンギウム基質として知られる不定形の基底膜様物質を分泌する。メサンギウム基質は糖タンパク質（フィブロネクチンなど）およびミクロフィブリルによって構成されており、細胞外マトリックスの一種と言える。糸球体内層を形成しており、通常では内皮細胞毛細血管の内腔から分離する。